# Servicelevelmanagement
Servicelevelmanagement of serviceniveaubeheer omvat het beheren en op peil houden van het niveau van de dienstverlening van een organisatie aan haar klanten. Het doel van het proces is om te zorgen dat het afgesproken niveau wordt behaald voor lopende dienstverlening, en dat ook toekomstige dienstverlening op afgesproken en haalbare niveaus wordt uitgevoerd. De taak wordt uitgevoerd door een servicelevelmanager.  
Afspraken over het niveau van de dienstverlening worden vastgelegd in een service level agreement (SLA). In deze SLA staat weergegeven welke diensten er geleverd worden, en welke meetbare criteria (de kritieke prestatie-indicatoren) gebruikt worden om het niveau van de dienstverlening te bepalen. Onjuistheden en ambivalentie in de meetbare criteria moeten daarbij voorkomen worden, zodat er geen watermeloeneffect optreedt, ofwel groen van buiten (een positief resultaat wordt getoond) doch rood van binnen (het resultaat blijkt echter in de kern negatief). De meetbare criteria dienen zodanig te zijn gedefinieerd, dat als de meetwaarde aangeeft dat een taak goed is uitgevoerd, dit ook daadwerkelijk zo is. Een periodieke servicelevelrapportage (SLR) geeft een overzicht van de afgesproken en daadwerkelijke geleverde diensten, en geeft tevens - met hulp van de meetbare criteria - een kwaliteitsniveau aan. 
Binnen het referentiekader van ITIL wordt servicelevelmanagement beschreven als ofwel een functie van de serviceontwerpfase (ITIL V3) ofwel een van de 34 beste praktijkoplossingen binnen het servicewaardesysteem (ITIL 4). Binnen het referentiekader van BiSL komt servicelevelmanagement niet letterlijk voor. De SLA en de SLR worden daarin besproken in het kader van contractbeheer, een proces uit het procescluster "sturende processen".